# بیور فالز (نیویورک)
بیور فالز (به انگلیسی: Beaver Falls) یک منطقهٔ مسکونی در ایالات متحده آمریکا است که در شهرستان لویس، نیویورک واقع شده‌است. بیور فالز ۲۴۶ متر بالاتر از سطح دریا واقع شده‌است.